# Derby du trot suédois

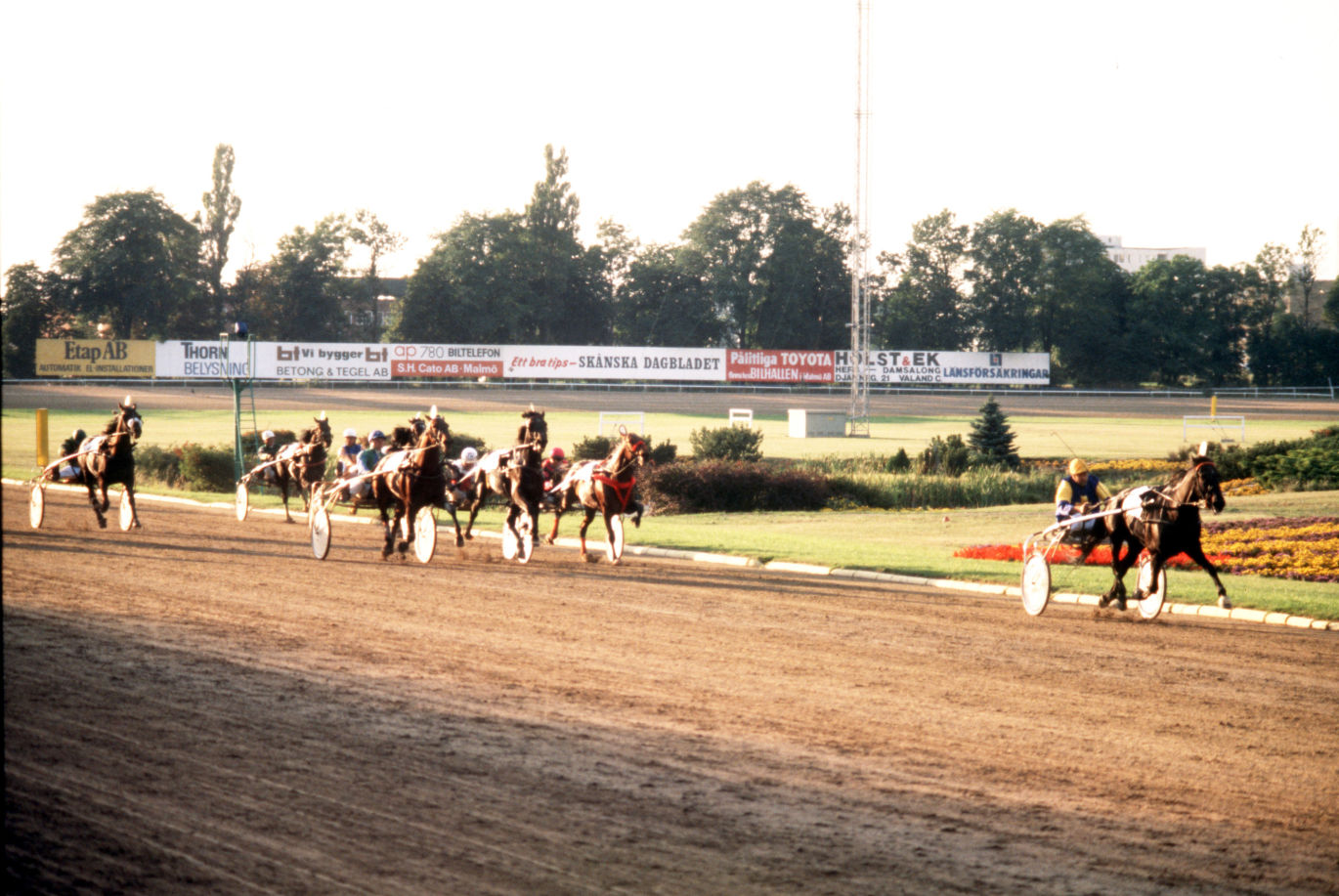
Derby du trot suédois

Le Derby du trot suédois, en suédois Svenskt Travderby, est une course hippique de trot attelé se déroulant au mois de septembre sur l'hippodrome de Jägersro à Malmö, en Suède.
C'est une course de Groupe I réservée aux chevaux de 4 ans, hongres, mâles et femelles. Elle se court sur la distance de 2 640 mètres, départ à l'autostart. Pour l'année 2024, l'allocation s'élève à 4 000 000 SEK (environ 352 875 €), dont 2 000 000 SEK pour le vainqueur.

## Palmarès depuis 1970
| Année | Vainqueur         | Père              | Driver                | Entraîneur          | Deuxième         | Troisième          | Réd.km |
| ----- | ----------------- | ----------------- | --------------------- | ------------------- | ---------------- | ------------------ | ------ |
| 2024  | Fame and Glory    | Tactical Landing  | Björn Goop            | Timo Nurmos         | Epic Kronos      | Global Etalon      | 1'12"3 |
| 2023  | Joviality         | Chapter Seven     | Erik Adielsson        | Sabine Kagebrant    | Barack Face      | Love Keeper        | 1'12"1 |
| 2022  | Francesco Zet     | Father Patrick    | Örjan Kihlström       | Daniel Redén        | Lulius Boko      | Edibear            | 1'12"  |
| 2021  | Calgary Games     | Readly Express    | Jorma Kontio          | Timo Nurmos         | Önas Prince      | San Moteur         | 1'11"7 |
| 2020  | Hail Mary         | Googoo Gaagaa     | Robert Bergh          | Robert Bergh        | Don Fanucci Zet  | Aetos Kronos       | 1'12"8 |
| 2019  | Attraversiamo     | Kiss Français     | Erik Adielsson        | Svante Båth         | Ferrari Sisu     | Alone              | 1'12"6 |
| 2018  | Who's Who         | Maharajah         | Örjan Kihlström       | Pasi Aikio          | Chianti          | Son of God         | 1'12"  |
| 2017  | Cyber Lane        | Raja Mirchi       | Johan Untersteiner    | Johan Untersteiner  | Monark Newmen    | Global Trustworthy | 1'12"3 |
| 2016  | Readly Express    | Ready Cash        | Jorma Kontio          | Timo Nurmos         | Heavy Sound      | Day or Night In    | 1'12"7 |
| 2015  | Conlight Ås       | Conway Hall       | Erik Adielsson        | Svante Båth         | Västerbo Eclair  | Flex Lane          | 1'13"6 |
| 2014  | Poochai           | Make it Happen    | Örjan Kihlström       | Svante Båth         | Ivar Sånna       | Västerbo Fantast   | 1'12"3 |
| 2013  | Mosaique Face     | Classic Photo     | Lutfi Kolgjini        | Lutfi Kolgjini      | Porthos Amok     | Increased Workload | 1'12"4 |
| 2012  | Pato              | Orlando Vici      | Peter Ingves          | Petri Puro          | Panne de Moteur  | Perfectly Enough   | 1'12"8 |
| 2011  | Beau Mec          | Jag de Bellouet   | Torbjörn Jansson      | Timo Nurmos         | Deuxième Picsous | Aga Khan Boko      | 1'13"6 |
| 2010  | Joke Face         | Viking Kronos     | Erik Adielsson        | Lutfi Kolgjini      | Zorro Photo      | Never Again        | 1'13"6 |
| 2009  | Maharajah         | Viking Kronos     | Örjan Kihlström       | Stefan Hultman      | Marshland        | Knockout Rose      | 1'12"8 |
| 2008  | Sahara Dynamite   | Express Ride      | Jorma Kontio          | Timo Nurmos         | Wellino Boko     | Lie Detector       | 1'13"6 |
| 2007  | Commander Crowe   | Juliano Star      | Johnny Takter         | Petri Puro          | Simb Chaplin     | Bowling Inferno    | 1'14"2 |
| 2006  | Colombian Necktie | Alf Palema        | Thomas Uhrberg        | Roger Walmann       | Jocose           | S.J.'s Photocopy   | 1'14"7 |
| 2005  | Conny Nobell      | Pearsall Hanover  | Björn Goop            | Björn Goop          | Crown Kemp       | Order By Fax       | 1'14"7 |
| 2004  | Gazza Degato      | Alf Palema        | Tom Horpestad         | Tom Horpestad       | Giant Diablo     | Spring Ray         | 1'14"1 |
| 2003  | Tsar d'Inverne    | Arnaqueur         | Robert Bergh          | Robert Bergh        | Naglo            | Ebbes Arnie L.J.   | 1'14"4 |
| 2002  | From Above        | Zoot Suit         | Örjan Kihlström       | Stefan Hultman      | Gigant Neo       | O'Malley Hornline  | 1'14"9 |
| 2001  | Hilda Zonett      | Spotlite Lobell   | Robert Bergh          | Robert Bergh        | Skogans Joker    | Digger Crown       | 1'15"2 |
| 2000  | St Göran          | Lindy's Crown     | Stig H. Johansson     | Stig H. Johansson   | Dexter Frontline | Com Karat          | 1'15"1 |
| 1999  | Victory Tilly     | Quick Pay         | Stig H. Johansson     | Stig H. Johansson   | Gidde Palema     | Lucky Po           | 1'14"7 |
| 1998  | Jolly Rocket      | Atas Rocket       | Per Lennartsson       | Per Lennartsson     | Kasper Tim       | Blue Laday         | 1'14"2 |
| 1997  | Remington Crown   | Lord Of All       | Robert Bergh          | Robert Bergh        | Mr Quickstep     | Jet Hornline       | 1'15"9 |
| 1996  | Drewgi            | Mr Drew           | Åke Svanstedt         | Åke Svanstedt       | Cooltrain        | Sacrifice          | 1'16"2 |
| 1995  | Good As Gold      | Sugarcane Hanover | Mats Rånlund          | Mats Rånlund        | Mr Lavec         | Castor Café        | 1'17"6 |
| 1994  | Zenit F           | Historic Freight  | Tommy Zackrisson      | Tommy Zackrisson    | Zoogin           | Sky Channel        | 1'15"3 |
| 1993  | Ina Scot          | Allen Hanover     | Kjell P. Dahlström    | Kjell P. Dahlström  | Bolets Igor      | Golden Sunset      | 1'14"9 |
| 1992  | Utini             | Smokin Yankee     | Erik Berglöf          | Erik Berglöf        | Activity         | Noble Tilly        | 1'16"2 |
| 1991  | Sans Rival        | Crowntron         | Erik Berglöf          | Erik Berglöf        | Carina Crown     | First Sid          | 1'16"7 |
| 1990  | Queen L           | Crowntron         | Stig H. Johansson     | Stig H. Johansson   | Bix Bay          | Delvin Håleryd     | 1'16"7 |
| 1989  | Frej Nalan        | Calpam            | Jim Frick             | Jim Frick           | Atas Fighter L.  | Sentinel           | 1'16"  |
| 1988  | Gaston Pride      | Count's Pride     | Per-Olof Pettersson   | Per-Olof Pettersson | Beach Comber     | Atas Rocket        | 1'16"4 |
| 1987  | Atom Knight       | Janies Knight     | Anders Lindqvist      | Anders Lindqvist    | Ewing Turf       | Tom Crown          | 1'15"6 |
| 1986  | Jet Ribb          | Count's Pride     | Per-Erik Eriksson     | Hans G. Eriksson    | Intact           | Casanova Fri       | 1'16"8 |
| 1985  | Big Spender       | Tibur             | Berth Johansson       | Berth Johansson     | Mack the Knife   | Tangens            | 1'16"7 |
| 1984  | Big Star          | Hoot Speed        | Stig H. Johansson     | Stig H. Johansson   | Pay The Bill     | Pay Nibs           | 1'16"4 |
| 1983  | Micko Fripé       | Micko Tilly       | Bo W. Takter          | Bo W. Takter        | Baron Bunter     | Solo Hagen         | 1'18"  |
| 1982  | Rex Håleryd       | Dartmouth         | Stig H. Johansson     | Stig H. Johansson   | Dansör Tilly     | Diamant Gelj       | 1'19"5 |
| 1981  | Nino Blazing      | Blazing Love      | Stig H Nilsson        | Björn Lindblom      | Ekevoque         | Hot Line           | 1'19"7 |
| 1980  | Mustard           | Tibur             | Sören Nordin          | Sören Nordin        | Prophet Ribb     | Pay Me Prophet     | 1'18"9 |
| 1979  | May Björn         | Björn             | Sven-Gunnar Andersson | Alf Lindholm        | Active Bowler    | Janbro Fläkt       | 1'20"3 |
| 1978  | Spinoon           | Speedy Spin       | Olle Lindqvist        | Olle Lindqvist      | Speedy Kim       | Tabrage            | 1'20"4 |
| 1977  | Express Gaxe      | Express Rodney    | Gunnar Axelryd        | Gunnar Axelryd      | Ego Wayraid      | Zorrino            | 1'19"7 |
| 1976  | Cal Mi            | Caleb             | Olle Lindqvist        | Olle Lindqvist      | Ickx             | Quick Label        | 1'20"9 |
| 1975  | Opal H            | Pluvier III       | Gunnar Nordin         | Gunnar Nordin       | Giant Quality    | Karl H             | 1'20"2 |
| 1974  | Grain             | Cahoot            | Stig H. Johansson     | Stig H. Johansson   | Gallini          | Buntic             | 1'20"5 |
| 1973  | Pom Chips         | Scotch Nibs       | Sören Nordin          | Sören Nordin        | Felix Ri         | Pelle Jr           | 1'21"  |
| 1972  | Ocos              | Nisard            | Sören Nordin          | Sören Nordin        | Elle             | Idé Sund           | 1'20"9 |
| 1971  | Najo              | Adept             | Rune Johansson        | Rune Johansson      | Lady Ego         | Nicolas            | 1'22"2 |
| 1970  | Segerstorp Comet  | Morgan Calhourn   | Stig H. Johansson     | Stig H. Johansson   | Iwanowitsch      | Harper Arrow       | 1'22"8 |
| 1969  | Galint            | Iran Scott        | Sören Nordin          | Sören Nordin        | Silvio           | Daniel             | 1'22"2 |
| 1968  | Björn             | Safari the Great  | Birger Bengtsson      | Birger Bengtsson    | Rikitikitavi     | Snapphanen         | 1'22"5 |
| 1967  | Guy Nibs          | Scotch Nibs       | Karl-Gösta Fylking    | Håkan Wallner       | Observer         | Gay W              | 1'22"9 |
| 1966  | Blixt             | Lord Peter        | Bruno Svensson        | Bruno Svensson      | Nut Brown        | Ipse               | 1'22"9 |
| 1965  | Gavin             | Gay Noon          | Gösta Nordin          | Gösta Nordin        | Mariner          | Gay Hard           | 1'23"  |
| 1964  | Pecka Trickson    | Scotch Nibs       | Gunnar Nordin         | Gunnar Nordin       | Cap Nibs         | Anastasius         | 1'23"5 |

## Sources
- (sv) « Derbyvinnare Derbystovinnare » [« Vainqueurs du Derby  Vainqueurs du Derby des juments »] [PDF], sur jagersro.se, hippodrome de Jägersro (version du 4 mars 2016 sur Internet Archive)